# Symfonie nr. 5 (Rosner)
Arnold Rosner componeerde zijn Symfonie nr. 5 in 1973. Het is gecomponeerd als een mis zonder zang.
Op zich is het vreemd dat juist Rosner, met Joodse achtergrond een mis in de traditie van het katholicisme componeerde. Tijdens het componeren voelde Rosner zich sterk tot dat geloof aangetrokken, met name het motto Dona Nobis Pacem. Het was de tijd van de protesten tegen de Oorlog in Vietnam. Rosner had ook goede hoop dat George McGovern Richard Nixon zou verslaan en heeft daarom deze symfonie aan McGovern opgedragen (McGovern kreeg de grootste verkiezingsnederlaag ooit te verduren).
De symfonie heeft de indeling van een mis:
1. Kyrie
2. Gloria
3. Credo
4. Sanctus
5. Agnus Dei

In tegenstelling tot bijvoorbeeld Missa Sinfonica van Nicolas Flagello is dat eigenlijk de enige overeenkomst met de mis. Het symfonisch karakter heeft hier duidelijk de overhand, met lang uitgesponnen ontwikkelingen (op basis van een fragment van Salve regina), af en toe onderbroken door koperkoralen, die veel weg hebben van de koralen die Anton Bruckner in zijn symfonieën verwerkte. De klank van de symfonie is traditioneel, neoklassiek zonder daar daadwerkelijk bij te horen. De muziek heeft qua opbouw veel weg van de symfonieën van Alan Hovhaness.

## Bron
- Uitgave Naxos; het Nationaal Radiosymfonieorkest van Oekraïne o.l.v. John McLaughlin Williams.